# Mass Effect: Andromeda
Mass Effect: Andromeda（マスエフェクト：アンドロメダ）は、BioWareによって開発され、Electronic Artsによって公開されたアクションロールプレイングビデオゲーム。マスエフェクトシリーズの4作目で、2017年3月にMicrosoft Windows、PlayStation 4、およびXbox One用にリリースされた。29世紀のアンドロメダ銀河を舞台としており、人類はアンドロメダイニシアチブと呼ばれる戦略の一環として、新たな居住地の開拓を行う。日本語版の発売はなし。

## ゲームプレイ
前3部作とは別の銀河を舞台とした新章。主人公はベテラン兵士のシェパードから一兵士のライダーに変更された。種族や設定は前作を引き継いでいるが前3部作のメインテーマであるリーパーとの戦いに関する情報はサブミッションのクリアで僅かに語られるのみで新規のユーザーも問題なく始められる内容となっている。
以前のシリーズではプレイヤーはそれぞれ独自のスキルセットを持つキャラクタークラスから選択する形であったため、プレイ中に使えるスキルがある程度固定されていたが、今作では全スキルを習得可能で習得したスキルの合計ポイントに応じてクラス（プロファイル）のレベルが上がる方式になった。プロファイルもスキルと同じくいつでも切り替え可能で状況によって武器での攻撃に特化した「ソルジャー」、バイオテックに特化した「アデプト」などを選択できる。スキル、プロファイルの組み合わせはショートカットで4つまで登録可能で戦闘中にすぐ切り替え可能。
プレーヤーは放射状のコマンドメニューを使用して、キャラクターと対話できる。ここで、プレーヤーのダイアログオプションはホイールの方向に依存する。ホイールの周りには、各会話を形作る4つのタイプの応答がある。感情的、論理的、専門的、そしてカジュアル。一般的に、会話は参加者との同意または不同意に基づいている。一部の会話中に、プレーヤーは、対話ホイールで使用できるものに追加の選択肢を提供する「インパルスアクション」でプロンプトが出される。たとえば、「撃つ」という画面上のプロンプトが表示され、一時的に選択できる場合がある。プレーヤー以外のキャラクターと会話することで、ライダーは友情を育み、場合によっては恋人との恋愛関係を築くことができる。以前のシリーズのように会話による明確な善/悪の区別はなくなった。

### ナビゲーションと探索
『マスエフェクト：アンドロメダ』では、プレイヤーはテンペストと呼ばれる調査船から目的地を選択して、アンドロメダ銀河の ヘレウス星団を探索する。プレイヤーはギャラクシーマップを使用して惑星を選択し調査することができる。ゲームは5つの主要な惑星があり、惑星ごとのクエストをクリアすることで惑星の「生存レベル」を増加させることができる。レベルの上昇により惑星はより生存に適した環境となり調査がしやすくなる。レベルの上昇に伴い「A.V.Pポイント」を獲得でき、これにより、入植者の冬眠からの覚醒が可能になり、定期的な物資の補充や獲得経験値の上昇などライダーの調査に役立つ要素が解放されていく。
ゲームの主要な惑星はオープンワールド環境であり、6輪の全地形対応車両である「Nomad」を使用して移動できる。「Nomad」を運転している間、プレイヤーは惑星の地形をスキャンしてリソースを探し、マイニングドローンを配備してそれらを収集することができる。新しいエリアが探索されると、プレイヤーは高速移動ポイントとして機能し、ロードアウトの変更を可能にするドロップゾーンを見つけることができる。

## ストーリー
2185年、天の川銀河に繁栄する種族はさらなる発展を目指して銀河の外へと目を向けた。天の川種族はアンドロメダイニシアチブという組織を立ち上げ、入植者20000人を収容可能な大型宇宙船アークと大型宇宙ステーション、ネクサスを建造。長距離スキャンの結果、居住可能な惑星が多数あり資源も豊富とみられるアンドロメダ銀河への入植計画を開始した。
634年後の2819年。人類の入植者を中心としたアークの一つ、ハイペリオンがアンドロメダ銀河へ到達。居住地域の調査チーム、パスファインダーチームの一員であるライダーがコールドスリープから目覚める。任務開始の準備をするが直後、スカージと呼ばれるエネルギー雲にハイペリオンが接触。船体にダメージを受けその衝撃でライダーの兄妹のポッドが損傷を受けこん睡状態となる。ハイペリオンは第2の地球候補と言われていた惑星「ハビタット7」へ到着するが、惑星は巨大な嵐が吹き荒れどう見ても居住可能には程遠い状態となっていた。到着までの600年に何があったか調査するため、ライダーの父アレックはライダー、コーラ、リアムたちを連れハビタット7へ降下する。惑星では謎のエイリアンに遭遇し攻撃を受けるがチームは嵐の発生源である施設に到達。施設は攻撃してきたエイリアンとはまた別の種族の技術で作られており未知の言語で制御されていたがアレックはイニシアチブのサポートAIであるSAMの力を借り言語を解読、施設を稼働し嵐を止めることに成功する。しかし直後、爆風が起きライダー、アレックは崖下に転落。ライダーはヘルメットが破損し息ができなくなるが、アレックが自分のヘルメットをライダーに渡し、自らを犠牲にしてライダーを助ける。また、パスファインダーとしての権限もライダーに譲渡し、ライダーは新たなパスファインダーとしてチームを率いることとなる。
ハイペリオンはネクサスに到達するが、他のアークは到着しておらずハイペリオンも予定より13か月近く到着が遅れていた。その間物資不足による暴動が発生、入植事業も惑星の変異やハビタット7で遭遇したエイリアン「ケット」の妨害を受るなど思うように進んでおらず、事業は断念寸前だった。ネクサスのリーダーたちはライダーに他の行方不明のアークの捜索と植民地として適した惑星の調査を依頼する。ライダーは宇宙船「テンペスト」を与えられ、カロ、ヴェトラたちを仲間に加え砂漠の惑星イオスに向かう。
イオスは入植候補の惑星の一つであったが高濃度の放射能が蔓延している上、ケットの襲撃もあり入植計画は進んでいなかった。ハビタット7と同様のエイリアン施設を見つけたライダーは前回同様環境を改善できると考え調査する。調査の中、レムナントと名付けられたこのエイリアン施設を調査しているピービーと、ケット狩をしているドラックがクルーに加わる。レムナントの施設「ボルト」を見つけたライダーが施設を起動するとイオスに充満する放射能が除去され、イニシアチブとして初めての前哨基地の建設が可能となる。さらにボルトを保持している可能性のある他の惑星の場所を正確に示す星図も発見し、入植計画に希望が出る。
別の星系へ向かうテンペストはケットの艦隊に遭遇し近くの惑星アヤへ退避する。アヤにはアンガラという種族がおり、この惑星にもレムナントの施設があると聞く。ライダーは施設を調べたいと伝えるがかつてケットに騙されたアンガラは他種族を信用していなかったため、信用を得るために氷の惑星フェルトと熱帯の惑星ハバールにいるアンガラを支援することになる。また、アンガラ族のジャールをテンペストの乗組員とする。惑星フェルトではケットが大規模な基地を設営しておりアンガラの指導者モーシャを含む大勢のアンガラが捕らえられていた。ライダーは基地へ潜入しモーシャを救出するが、その途中ケットがアンガラを遺伝子変異させケットにする場面を目撃する。モーシャを救出したことでアンガラの信用を得たライダーは、惑星アヤにあるレムナントボルトに入る許可を受ける。そこにある情報から各惑星にあるレムナント施設はメリディアンと呼ばれる中枢施設で制御されていることがわかり、ケットのリーダーであるアルコンもメリディアンを探していることを知る。
アルコンがメリディアンに関する情報を持っていると分かったライダーはアルコンの旗艦を捜索する。各惑星にあった手掛かりからアサリ、トゥーリアンのアークを発見し、アルコンの旗艦も発見する。そこには行方不明のサラリアンのアークもありケットが天の川銀河種族の遺伝子情報を調査をしているとわかる。旗艦に乗り込み情報を掴むがレムナント技術解析のため、SAMの力を欲していたアルコンはライダーを捕らえその情報を奪う。
旗艦から脱出したライダーは、アルコンの旗艦で得た情報からメリディアンの位置を特定し発見する。しかし、そこはメリディアンそのものではなく、メリディアンから分離したレムナントシティであった。スカージがレムナントに引き寄せられるという特性からスカージの痕跡を調査することで真のメリディアンの位置を特定するが、その時アルコンはSAMの力を使うため、ハイペリオンを襲撃しライダーの兄妹を拐っており、情報を盗み聞いていたアルコンは艦隊を率いてメリディアンへと向かう。
イニシアチブは艦隊戦力が無いため、ライダーはレムナントシティでレムナント艦隊を起動しメリディアンへ向かう。他のパスファインダーチームやアンガラの支援を受けながら、ライダーはアルコンのいるメリディアンの中枢へと潜入する。アルコンは自らをシステムに接続し、メリディアンと接続されている世界を自分の思うように変異させようとする。しかし、ライダー兄妹の働きによりシステムはオーバーロードし、エネルギーの逆流を受けたアルコンは倒される。ライダーはメリディアンを制御下に置き接続されている惑星をより住みやすい環境へと改善する。メリディアンに墜落したハイペリオンを人類の新しい家として惑星に定住させ、ライダーはさらなる調査のためテンペストで出航する。

## 登場人物
スコット・ライダー / サラ・ライダー
本作の主人公である双子の兄妹。ゲーム開始時にどちらかを選び、選ばなかった方はNPCとして登場する。前3部作の主人公であるシェパードのようなベテラン兵士というわけではなく、調査チームの一員である新米兵士。冒頭の任務中に事故により死にかけるが、父であるアレックが自分を犠牲にして助けて、さらにパスファインダーの権限も譲渡したため、急遽パスファインダーとしてチームを率いることになる。
アレック・ライダー
スコット、サラの父親で人類パスファインダー。かつて連合軍に所属していたが、天の川銀河で製造が禁止されているAI(SAM)の開発を行ったため、除隊となっている。その後、リーパーの脅威を知ったジーン・ガーソンと共にアンドロメダイニシアチブを立ち上げ計画を推進。パスファインダーとして参加する。到着直後の任務で死にかけた我が子を救うため、自分を犠牲にする。
SAM
アレックが主導で開発した人工知能。
コーラ・ハーパー
調査チームの一員である人間の女性。階級的にはアレックの次に当たるため、本来ならパスファインダーを引き継ぐのは彼女であるがとある理由でアレックはライダーを選択する。
リアム・コスタ
調査チームの一員である人間の男性。
ヴェトラ・ニックス
トゥーリアン族の女性。
ピービー
レムナントを研究しているアサリ族。
ナクモール・ドラック
ケット狩をしているクローガンの男性。
ジャール・アマ・ダラブ
ヘリウス星団に住むアンガラ族の男性。
カロ・ジャス
テンペストのパイロットであるサラリアンの男性。
スヴィ・アンワール
テンペストのクルーで科学部門を担当する人間の女性。
レクシィ・ティペロ
テンペストの医療スタッフを務めるアサリ族。
ギル・ブロディ
テンペストのチーフエンジニア担当の人間の男性。
ジーン・ガーソン
アンドロメダイニシアチブの創始者である人間の女性。アンドロメダ銀河に到着直後、事故で亡くなる。
フォスター・アディソン
ネクサスのスタッフで植民地問題を担当する人間の女性。
ジャルン・タン
ネクサススタッフのサラリアンの男性。亡くなったジーン・ガーソンの後を引き継いでイニシアチブの最高責任者となる。
ナクモール・ケシュ
ネクサススタッフの女性クローガン。ネクサスの維持、管理を担当する。
ティラン・カンドロス
ネクサススタッフのトゥーリアン男性。ネクサスの軍事部門を担当する。
モーシェ・シェファー
レムナントを研究しているアンガラ族の女性。
アルコン
ヘリウス星団におけるケット軍の最高司令官。レムナント技術に執着しており、解析技術を持つライダーとSAMを狙う。
プリムス
アルコンの副官。ヘリウス星団の制圧よりレムナント技術の解析を優先するアルコンには疑念を抱いている。
レムナント
ヘリウス星団各所で発見されるテクノロジーおよび自立型ボットの総称。テラフォーミングシステムや新しい種族の創造など非常に高度な技術を持つ。創造主はジャルダーンという種族らしいが、これらの技術を残したまま星団から消えたため、作成した動機は不明。スカージはレムナント構造に引き寄せられるという特徴があり、接触すると機能不全を引き起こす。